# 长裂旋花
长裂旋花（学名：[Calystegia sepium var. japonica] 错误：{{Lang}}：文本有斜体标记（帮助））是旋花科打碗花属旋花的变种。分布于中国大陆的湖南、江苏、浙江、云南、湖北、贵州等地，多生在农田边、溪边草丛、路旁以及山坡林缘，目前尚未由人工引种栽培。